# Hôtel des Gouverneurs (Chinon)
L'hôtel des Gouverneurs est un hôtel particulier situé à Chinon. 

## Historique
Le monument fait l’objet d’une inscription au titre des monuments historiques depuis le 12 juillet 1963.

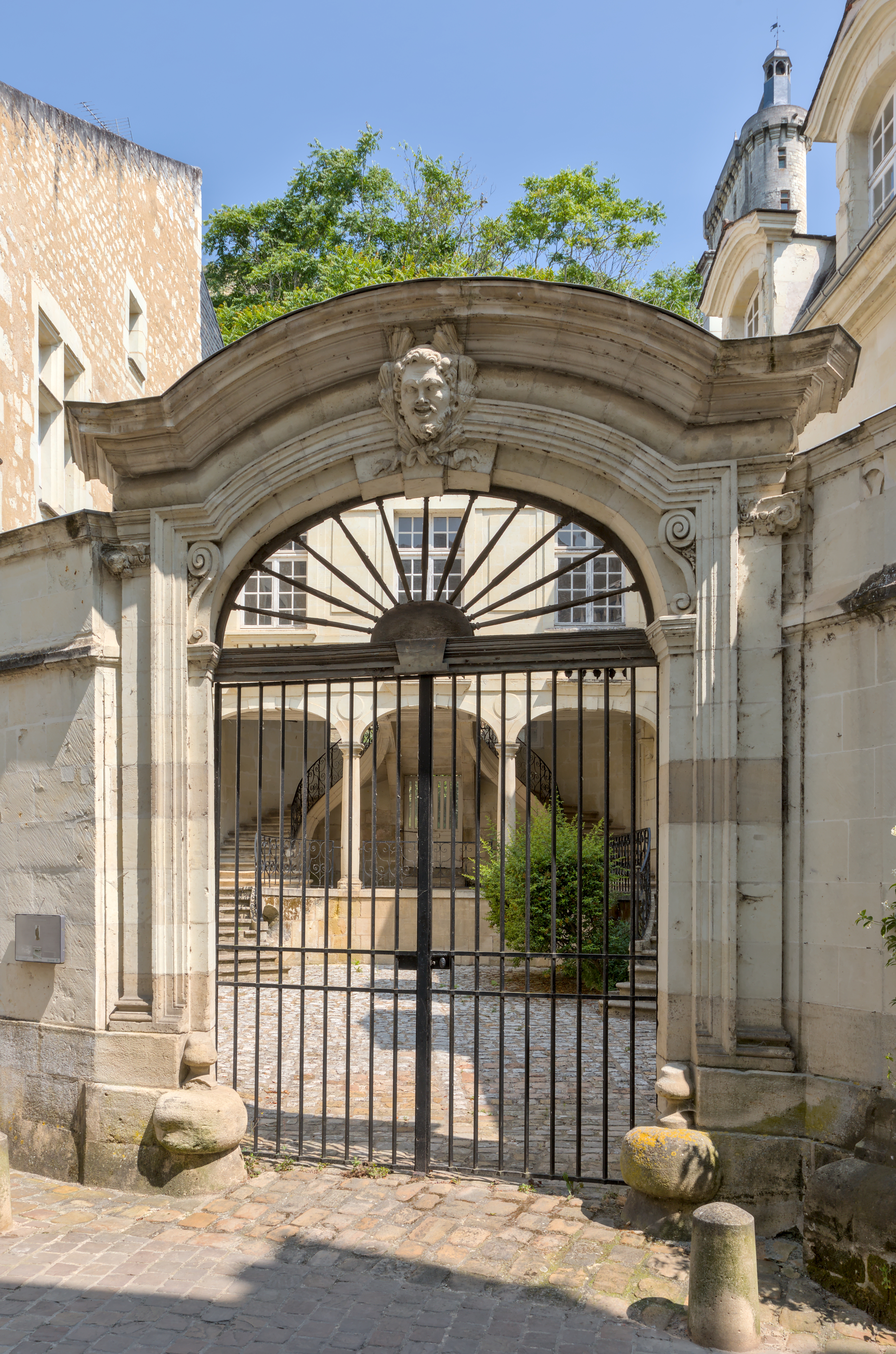
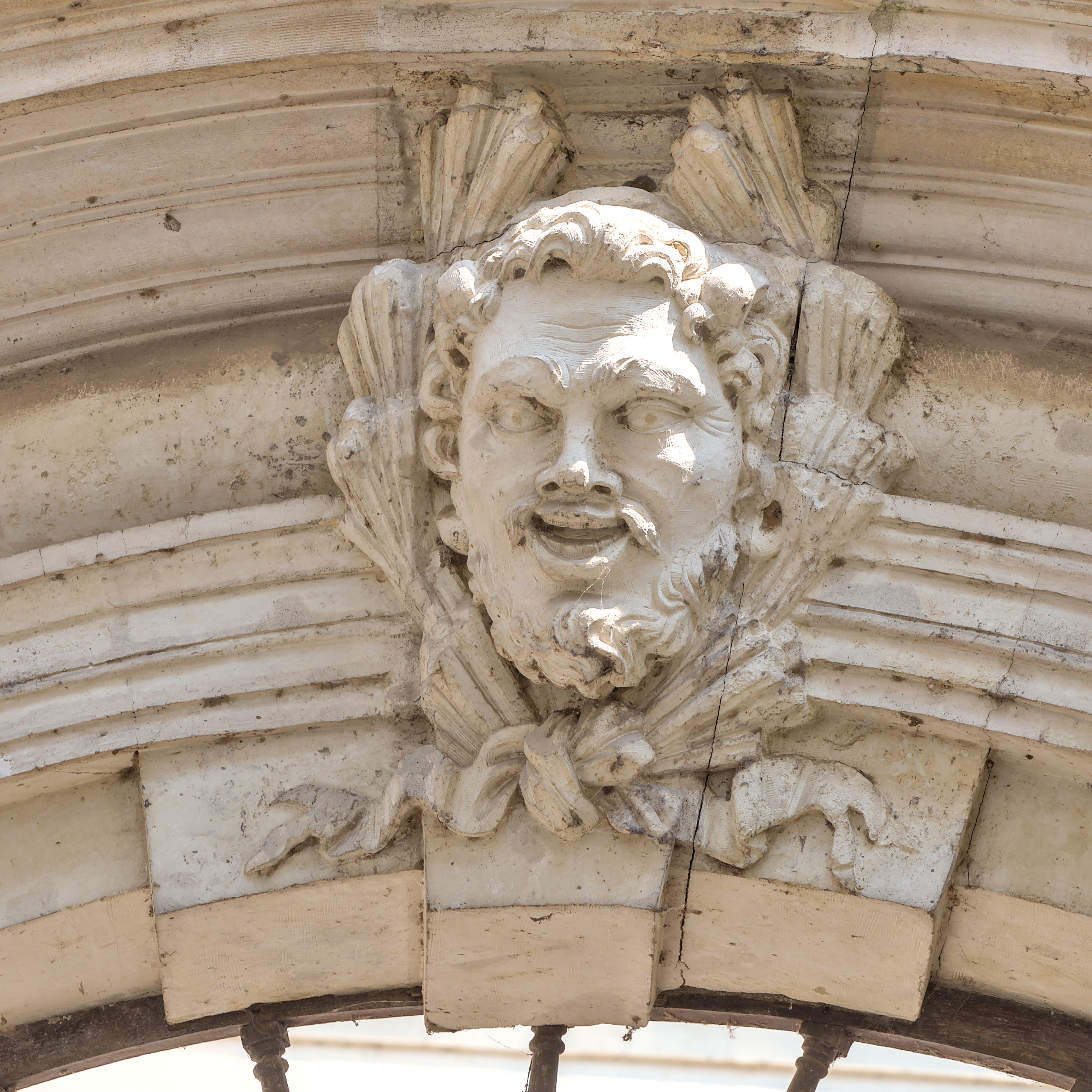